# 1969–1970-es bajnokcsapatok Európa-kupája
A bajnokcsapatok Európa-kupája 15. szezonja. A kupát a holland Feyenoord csapata nyerte. A döntőt 1970. május 6-án rendezték az olaszországi San Siro stadionban (Milánó).

## Eredmények

### Selejtező
| 1. csapat | Össz. | 2. csapat            | 1. mérk. | 2. mérk. |
| --------- | ----- | -------------------- | -------- | -------- |
| TPS       | 0–5   | Kjobenhavns Boldklub | 0–1      | 0–4      |

### 1. forduló
| 1. csapat          | Össz. | 2. csapat            | 1. mérk. | 2. mérk. |
| ------------------ | ----- | -------------------- | -------- | -------- |
| Hibernians         | 2–6   | Spartak Trnava       | 2–2      | 0–4      |
| Galatasaray        | 5–2   | Waterford United     | 2–0      | 3–2      |
| UTA Arad           | 1–10  | Legia Warszawa       | 1–2      | 0–8      |
| Bayern München     | 2–3   | Saint-Étienne        | 2–0      | 0–3      |
| Vorwärts Berlin    | 3–1   | Panathinaikósz       | 2–0      | 1–1      |
| Crvena Zvezda      | 12–2  | Linfield             | 8–0      | 4–2      |
| AC Milan           | 8–0   | Avenir Beggen        | 5–0      | 3–0      |
| KR                 | 2–16  | Feyenoord            | 2–12     | 0–4      |
| Standard Liège     | 4–1   | Dinamo Tirana        | 3–0      | 1–1      |
| Olympiakos Nicosia | 1–14  | Real Madrid          | 0–8      | 1–6      |
| Leeds United       | 16–0  | Lyn                  | 10–0     | 6–0      |
| CSZKA Szófia       | 3–5   | Ferencváros          | 2–1      | 1–4      |
| FC Basel           | 0–2   | Celtic FC            | 0–0      | 0–2      |
| SL Benfica         | 5–2   | Kjøbenhavns Boldklub | 2–0      | 3–2      |
| Austria Wien       | 2–5   | Gyinamo Kijev        | 1–2      | 1–3      |
| Fiorentina         | 3–1   | Öster                | 1–0      | 2–1      |

### 2. forduló (Nyolcaddöntő)
| 1. csapat       | Össz. | 2. csapat     | 1. mérk. | 2. mérk. |
| --------------- | ----- | ------------- | -------- | -------- |
| Spartak Trnava  | 1–11  | Galatasaray   | 1–0      | 0–1      |
| Legia Warszawa  | 3–1   | Saint-Étienne | 2–1      | 1–0      |
| Vorwärts Berlin | 4–42  | Crvena Zvezda | 2–1      | 2–3      |
| AC Milan        | 1–2   | Feyenoord     | 1–0      | 0–2      |
| Standard Liège  | 4–2   | Real Madrid   | 1–0      | 3–2      |
| Leeds United    | 6–0   | Ferencváros   | 3–0      | 3–0      |
| Celtic FC       | 3–31  | SL Benfica    | 3–0      | 0–3      |
| Gyinamo Kijev   | 1–2   | Fiorentina    | 1–2      | 0–0      |

1A továbbjutást érmefeldobással döntötték el.

2A Vorwärts Berlin csapata jutott tovább, idegenben lőtt több góllal.

### Negyeddöntő
| 1. csapat       | Össz. | 2. csapat      | 1. mérk. | 2. mérk. |
| --------------- | ----- | -------------- | -------- | -------- |
| Galatasaray     | 1–3   | Legia Warszawa | 1–1      | 0–2      |
| Vorwärts Berlin | 1–2   | Feyenoord      | 1–0      | 0–2      |
| Standard Liège  | 0–2   | Leeds United   | 0–1      | 0–1      |
| Celtic FC       | 3–1   | Fiorentina     | 3–0      | 0–1      |

### Elődöntő
| 1. csapat      | Össz. | 2. csapat | 1. mérk. | 2. mérk. |
| -------------- | ----- | --------- | -------- | -------- |
| Legia Warszawa | 0–2   | Feyenoord | 0–0      | 0–2      |
| Leeds United   | 1–3   | Celtic FC | 0–1      | 1–2      |

### Döntő
| 1970. május 6. | Feyenoord                | 2–1 (h.u.) | Celtic FC   | San Siro (Milánó) Nézőszám: 53,187 v.: Lo Bello (Olaszország) |
| 1970. május 6. | Israël 31' Kindvall 117' | (1–1)      | Gemmell 29' | San Siro (Milánó) Nézőszám: 53,187 v.: Lo Bello (Olaszország) |

| Az 1969–70-es bajnokcsapatok Európa-kupájának győztese |
| Feyenoord 1. cím                                       |
| ← 1968–69 AC Milan                                     |
| Ajax 1970–71 →                                         |